# Morro do Borel
Pour les articles homonymes, voir Borel.
Morro do Borel est une favela située dans le quartier de Tijuca, dans la zone nord de Rio de Janeiro au Brésil.

## Historique
Elle est habitée dès 1921, lors de la migration des populations entre le Morro do Castelo (pt) et le centre de Rio, pendant laquelle une partie des migrants décide de s'y installer. Le nom provient de la colline des frères Borel, deux Français qui y avaient une fabrique de cigarettes.
Le 31 décembre 1931 est fondé au Morro do Borel, le GRES Unidos da Tijuca, une école de samba.
En 1991, la population estimée par l'Institut brésilien de géographie et de statistique est de 7 121 habitants, répartis dans 1 774 ménages. En 2011, la population est estimée à plus de 20 000 habitants.
Des opérations de police de grande ampleur ont lieu en avril 2010 afin de lutter contre la criminalité, qui est considérée comme forte dans la favela. Le 7 juin 2010, la huitième Unité de police pacificatrice de la ville y est installée, mais elle n'est pas bien accueillie en raison de ses méthodes répressives et d'allégations d'extorsion. Des manifestations ont lieu et un mouvement d'occupation de la favela est lancé. 
Le 9 octobre 2024 sont organisées de nouvelles opérations de police.

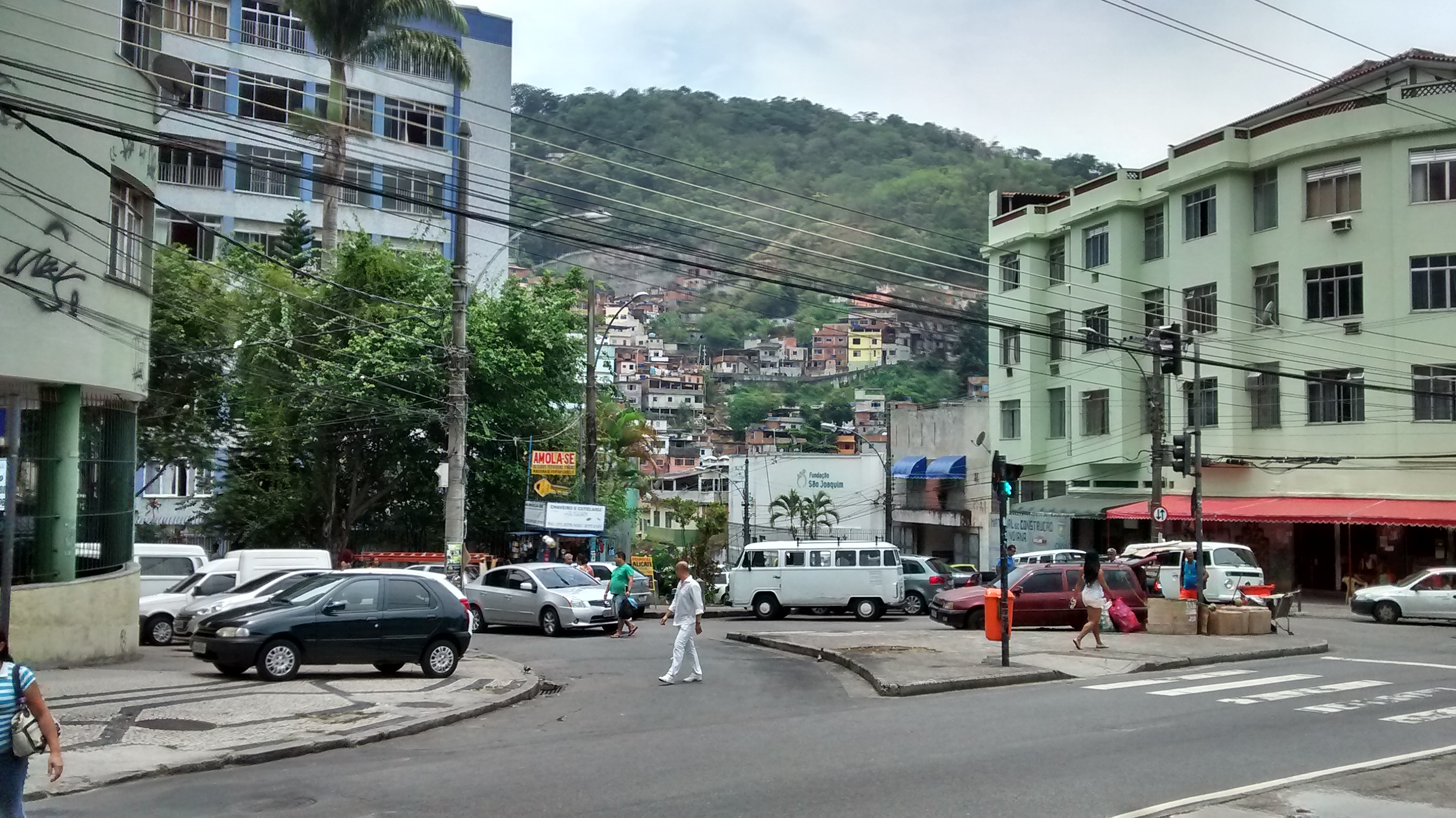
Morro do Borel.